# Manfred Kraff
Manfred Kraff (* 24. März 1959 in Saarburg) ist ein deutscher EU-Beamter und leitete von 2017 bis 2022 als Generaldirektor den Internen Auditdienst (DG IAS) der Europäischen Union.

## Leben
Manfred Kraff beendete den Schulbesuch mit dem Abitur in Trier 1977. Nach dem Dienst in der Bundeswehr absolvierte er eine Ausbildung zum Diplom-Verwaltungswirt und berufsbegleitend ein Fernstudium der Wirtschaftswissenschaften an der Universität Hagen mit Abschluss Diplom 1987. Er wurde an der Universität Freiburg im Breisgau 1997 mit einer Arbeit Finanzausgleich in der Europäischen Union: Theorie, Praxis und Perspektiven zum Dr. rer. pol. promoviert.
Manfred Kraff war von 1981 bis 1983 bei der Bundesanstalt für Arbeit beschäftigt. Anschließend wechselte er in den Dienst der Europäischen Kommission. Von 1988 bis 2012 war er für den Rechnungshof der EU tätig, zuletzt ab 2008 als Direktor im Bereich Prüfung. Ab 2012 amtierte er als stellvertretender Generaldirektor der Generaldirektion Haushalt. Von März 2017 bis 2022 leitete er den Internen Auditdienst. Seine Ernennung war Gegenstand einer Untersuchung der Europäischen Bürgerbeauftragten, die keinen Missstand feststellen konnte.